# روبرتو مارتينيز
روبرتو مارتينيز (21 فبراير 1966 بنبلونة إسبانيا - ) هو لاعب كرة قدم إسباني يلعب كمهاجم.